# Kłodno (województwo pomorskie)
Kłodno (kaszb. Kłodnò) – osada kaszubska w Polsce położona w województwie pomorskim, w powiecie kartuskim, w gminie Sulęczyno.
Miejscowość położona nad jeziorem Mausz,  jest częścią sołectwa Sulęczyno.
W latach 1975–1998 miejscowość administracyjnie należała do województwa gdańskiego.